# Ketnet
Ketnet est une chaîne de télévision publique pour la jeunesse de la Communauté flamande de Belgique du groupe public Vlaamse Radio- en Televisieomroep (VRT), diffusée en horaire partagé sur le deuxième canal de télévision (VRT 2) jusqu'au 30 avril 2012. Depuis le 1er mai 2012 elle est diffusée en horaire partagée sur le troisième canal de télévision (VRT 3), d'abord conjointement avec les programmes Op 12 (jusqu'au 31 décembre 2014), puis avec des programmes complémentaires de VRT 1 et VRT Canvas (sous le nom de «VRT 1 + » et « VRT Canvas + »).

## Programmes
Ketnet diffuse des programmes pour la jeunesse (dessins animés, séries et films).
Les programmes sont divisés en deux tranches destinés à des publics d'âges différents.

### Kaatje de Ketnet
Kaatje de Ketnet (avant septembre 2008: K'tje) est la partie préscolaire de Ketnet. On y retrouve des séries de Bumba, Hopla, Musti et Piet Piraat (Pat le Pirate). Les programmes très colorés sont destinés à la petite enfance et à son éveil.

### Ketnet
Ketnet propose des programmes pour les enfants axée sur la découverte et le divertissement.

### NT Ketnet
NT Ketnet était destinés aux préadolescents (9-12 ans). Le 29 août 2007, cependant, la VRT décide d'arrêter la programmation NT et de l'intégrer dans la partie Ketnet.

### Animateurs
Animateurs actuels : 
- Nidal van Rijn: animateur (depuis le 22 mai 2022)
- Thomas De Smet: animateur (depuis le 22 mai 2022)
- Nona 't Jolle: animatrice (depuis le 7 octobre 2023)
- Lee Arrendell: animatrice (depuis le 20 octobre 2024)
- Emma Vanthielen: animatrice (depuis le 20 octobre 2024)

## Identité visuelle (logo)

### Logos Ketnet

Logo de Ketnet du 1er décembre 1997 au 31 mars 2006.
Logo de Ketnet du 1er avril 2006 au 23 mai 2010.
Logo de Ketnet du 24 mai 2010 au 31 août 2015.
Logo alternatif de Ketnet du 1er mai 2012 au 31 août 2015.
Logo utilisé sur le site Internet jusqu'au 31 août 2015.
Logo de Ketnet HD jusqu'au 31 août 2015.
Logo de Ketnet du 1er septembre 2015 au 3 janvier 2021
Logo de Ketnet du 4 janvier 2021 au Octobre 2024

### Autres logos

Logo de NT Ketnet.